# J. Harrison Ghee
J. Harrison Ghee (né le 16 juin 1989) est un acteur, chanteur et danseur américain, principalement connu pour son travail à Broadway. Il est à l'origine du rôle d'André Mayem dans Mme Doubtfire, un rôle qu'il a également joué au 5th Avenue Theatre en 2019. Il a également été reconnus pour sa performance dans le rôle de Lola dans Kinky Boots. En décembre 2022, il crée le rôle de Jerry/Daphné dans Some Like It Hot, une comédie musicale basée sur le film de 1959 du même nom. En 2023, il remporte le Tony Award du meilleur acteur dans une comédie musicale pour sa performance. Avec Alex Newell, ils deviennent les premiers interprètes ouvertement non binaires à remporter des Tony Awards.

## Biographie

### Jeunesse
Ghee est l'enfant d'un pasteur baptiste du Sud et éducateur à Fayetteville, en Caroline du Nord,. Il commence à jouer du violoncelle à l'école primaire, puis change pour jouer de la basse. Ghee apprend ensuite à jouer du trombone, afin d'intégrer la fanfare de l'EE Smith High School. Après avoir obtenu son diplôme d'études secondaires en 2007, Ghee fréquente l'American Musical and Dramatic Academy. Ghee essaye le drag à l'université.

### Carrière théâtrale
J. Harrison Ghee commence à travailler professionnellement à Tokyo Disneyland et sur des navires de croisière. Pendant son séjour à Tokyo, Ghee commence à créer son personnage de drag, Crystal Demure. Lorsque Ghee auditionne pour Motown, il en profite pour partager avec les directeurs de casting, qui travaillent également sur Kinky Boots. Son histoire et son lien avec le personnage de Kinky Boots le font accéder au rôle de Lola pour la production à Broadway. Ghee est le premier interprète de drag établi à assumer le rôle. Ghee rejoint la production pour la tournée nationale du spectacle.
J. Harrison Ghee rejoint le casting de Mme Doubtfire et commence les avant-premières avant la fermeture de prématurée du spectacle en 2020 en raison de la pandémie de Covid-19. En 2021, Ghee joue le rôle de Velma Kelly dans la production de Chicago de The Muny, avant de créer le rôle d'André lors de l'ouverture de Mme Doubtfire.
En 2022, Ghee rejoint le casting de Some Like It Hot. Il joue Jerry/Daphné, le rôle joué par Jack Lemmon dans le film,.
En 2023, Ghee et Alex Newell deviennent les premiers acteurs ouvertement non-binaires à être nommés et à remporter des Tony Awards,,.

### Vie privée
Ghee est non binaire et pansexuel,,, et utilise des pronoms il/elle/they pour se définir,.

## Filmographie
- 2018 : High Maintenance dans le rôle de Carl (Épisode : "Globo")
- 2019 : "Heather Mae: Be Not Afraid" clip vidéo
- 2019 : Comment élever un super-héros dans le rôle de Kwamé (7 épisodes)
- 2021 : Over My Dead Body dans le rôle de Jackée (Court métrage)
- 2023 : Accused dans le rôle de Robyne (Épisode: "Robyn's Story")

## Récompenses et nominations
| Année | Récompense                 | Catégorie                                        | Œuvre            | Résultat   | Référence |
| ----- | -------------------------- | ------------------------------------------------ | ---------------- | ---------- | --------- |
| 2023  | Tony Award                 | Best Actor in a Musical                          | Some Like It Hot | Lauréat    | [ 20 ]    |
| 2023  | Drama Desk Award           | Outstanding Lead Performance in a Musical        | Some Like It Hot | Lauréat    | [ 21 ]    |
| 2023  | Drama League Award         | Distinguished Performance                        | Some Like It Hot | Nomination | [ 22 ]    |
| 2023  | Outer Critics Circle Award | Outstanding Lead Performer in a Broadway Musical | Some Like It Hot | Lauréat    | [ 23 ]    |
| 2023  | Chita Rivera Award         | Outstanding Dancer in a Broadway Show            | Some Like It Hot | Nomination | [ 24 ]    |